# Rue Racine (Nantes)
Pour les articles homonymes, voir rue Racine.
La rue Racine est une voie publique de Nantes, en France. C'est une des principales rues commerçantes du centre-ville.

## Situation et accès
C'est une des principales rues commerçantes situées dans le centre-ville de Nantes. Elle est bitumée, ouverte à la circulation automobile, et relie la place Graslin aux rues Copernic et Kléber en rencontrant successivement les rues Franklin, Marivaux, Scribe, la place Paul-Émile-Ladmirault, et les rues Anizon, Cassini et de la Galissonnière. Elle présente une différence de niveau de quelques mètres dans la partie sud-est, entre les places Graslin et Paul-Émile-Ladmirault.

## Origine du nom
Elle porte le nom de Jean Racine (1639-1699), qui est considéré comme l'un des plus grands auteurs du théâtre classique français.

## Historique

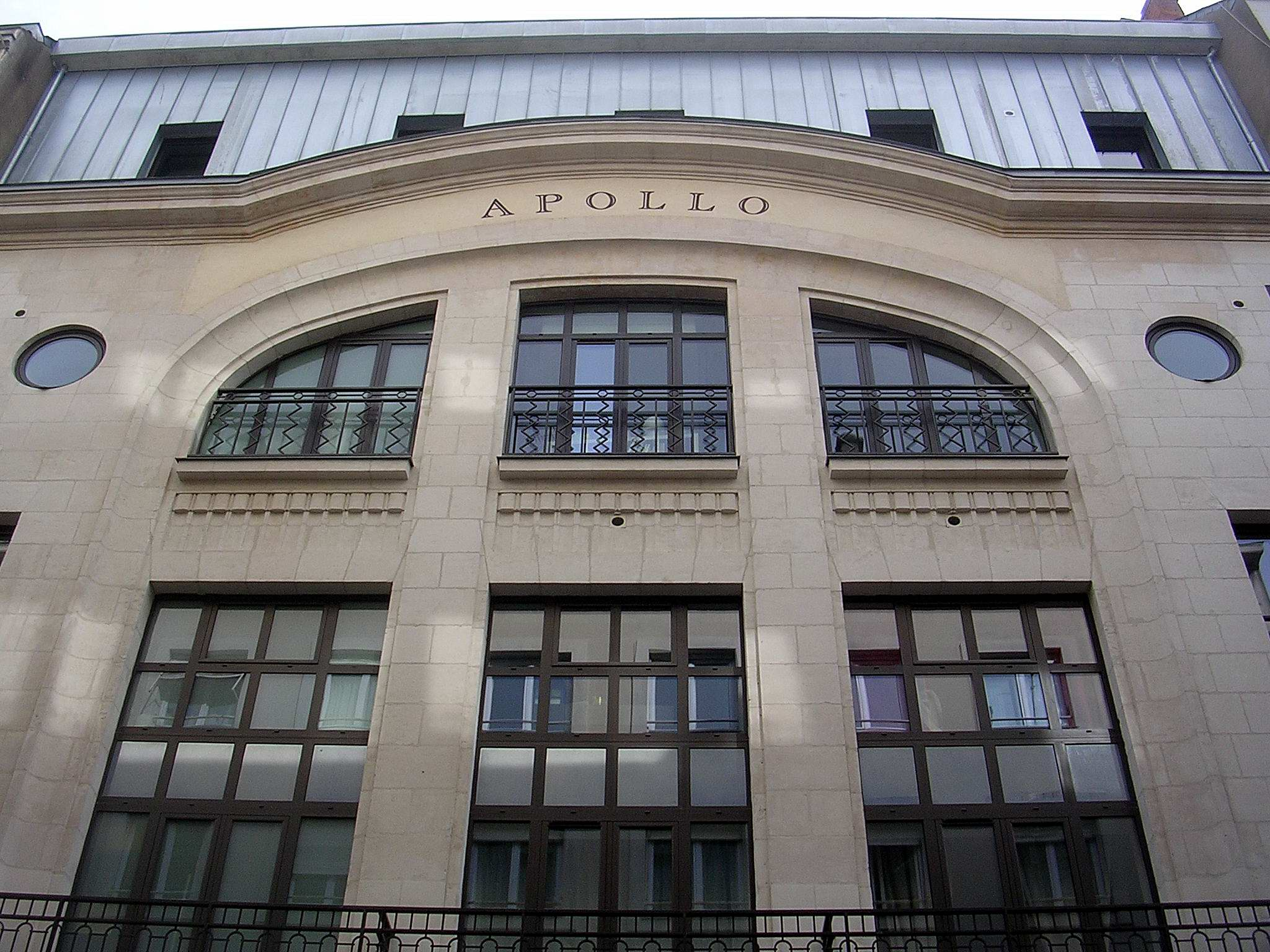
Ancien cinéma Apollo de Nantes

La portion la plus haute de la rue, au nord ouest, est ancienne, et faisait partie de la « rue Bignon-Lestard », axe principal de ce secteur de la ville jusqu'au XVIIIe siècle. C'est au moment de l'opération urbaine menée par Jean-Joseph-Louis Graslin à partir de 1777, qui aboutit, sous la conduite des architectes Jean-Baptiste Ceineray puis Mathurin Crucy, à la création d'un quartier autour de la place Graslin et de son théâtre, que la rue prend sa forme actuelle, et devient une voie à part entière. À l'origine, elle est plus courte que la voie actuelle, la rue Racine étant alors limitée à la partie nouvellement ouverte à partir de la place Graslin jusqu'à l'ancienne rue Bignon-Lestard, alors renommée rue de Gigant, au niveau du croisement avec la rue Scribe.
Le 13 novembre 1787, la rue est baptisée « rue Thiars », en hommage au comte de Thiars. Elle change ensuite d'appellation lorsque les voies du quartier sont baptisées de noms célèbres liés au théâtre.
En 1839, la partie ancienne de la rue (partie haute), est alignée.
Par commodité, la rue Racine est prolongée, en 1898, jusqu'à la rue Copernic, en renomment une portion de la rue de Gigant.
Au début du XXIe siècle, deux cinémas, exploités par UGC après leur rachat en 1984, étaient en activité. Ils étaient situés presque l'un en face de l'autre :
- l'Apollo, au no 21, ancien théâtre inauguré en 1908 avec une capacité de 1 700 fauteuils, il accueille au fil du temps et des goûts des propriétaires successifs, aussi bien des représentations théâtrales, que des concerts de music-hall et des séances de cinéma. Ravagé par un incendie en 1921, il est reconstruit avec une capacité réduite de 1 050 fauteuils. Sa proximité avec le théâtre Graslin l'oriente plutôt vers l'opérette, les spectacles musicaux ou les récitals. Ainsi, jusqu'au années 1970, les grands noms du music-hall vînrent s'y produire comme Maurice Chevalier, Mistinguett, Édith Piaf, Fernandel, Yves Montand, ou encore Coluche, avant que la salle se consacre définitivement au cinéma. En 1976, la salle principale est détruite pour laisser la place à un complexe multisalles de cinq écrans. L'ancien balcon de la salle de spectacle est transformé en salle de 450 fauteuils à laquelle on accède par un escalier de 90 marches, tandis que les quatre autres salles possèdent des capacités plus réduites de 220, 110, 98 ou 76 fauteuils[6]. En 1997, l'Apollo se rendit populaire auprès des cinéphiles en proposant une stratégie commerciale destinée à concurrencer l'arrivée de multiplexes dans la périphérie nantaise, avec la diffusion d'une multitude de films en fin d'exclusivité au tarif très bon marché de 10 Francs (puis 2 euros), tous les jours et à toutes les séances. Il a fermé ses portes en 2003, et est devenu depuis une résidence de standing réalisée par le groupe Jouan[7] ;
- le Racine, au no 22, ancien cinéma indépendant ouvert en 1976, spécialisé dans le film pornographique, il devient annexe de l'Apollo en 1984 lors du rachat de celui-ci par le groupe UGC et fermé en même temps que lui en 2003[8],[6].

## Bâtiments remarquables et lieux de mémoire

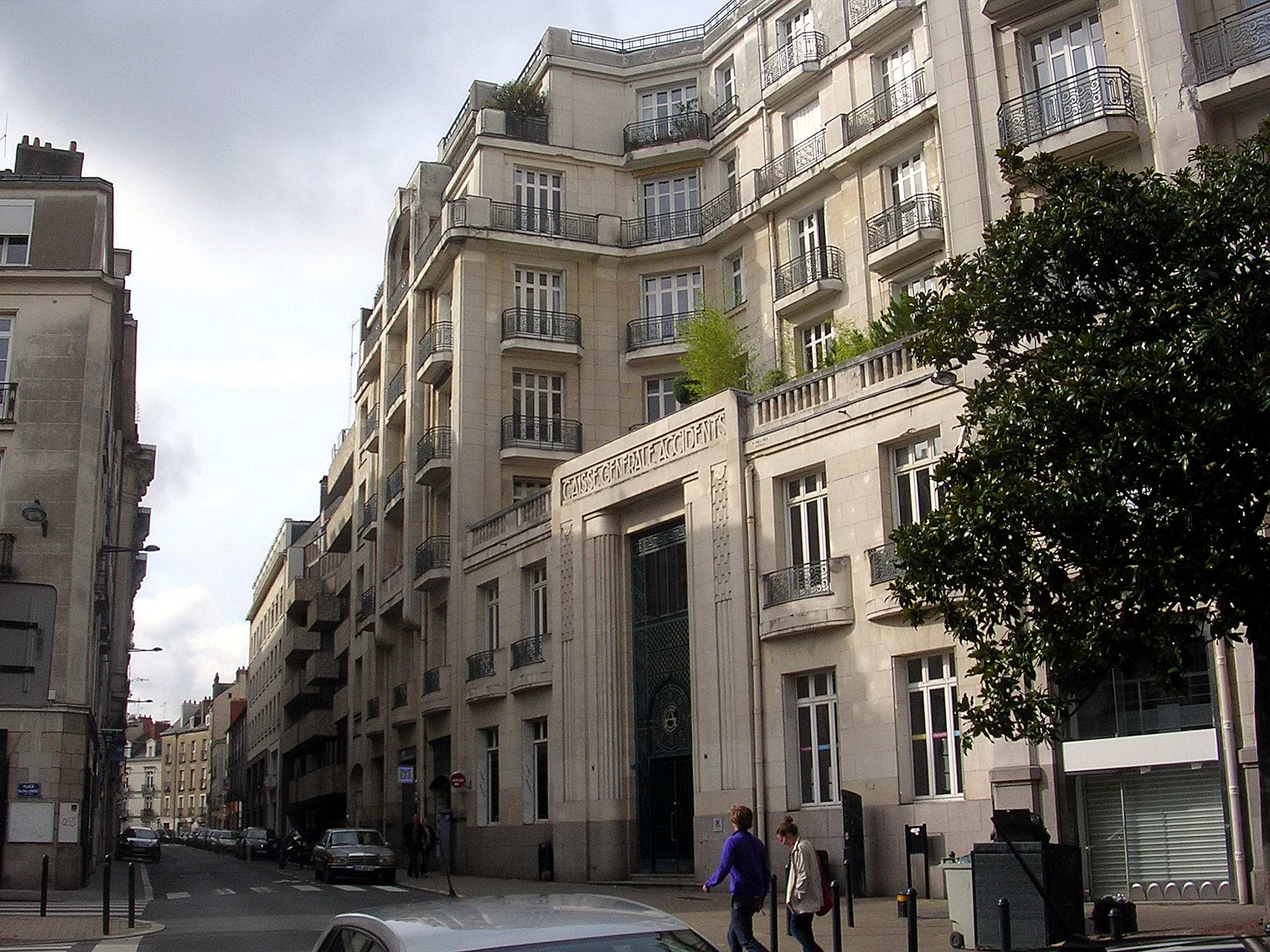
L'Immeuble CGA.

Aux nos 14 et 16 se trouve l'immeuble CGA, de style Art déco, actuellement siège de la société d'économie mixte Nantes-métropole gestion équipements.
Au no 20, les architectes Jean-Marie Lépinay (qui a conduit la restauration de la tour Lu en 1998) et Jean-François Peigné ont conçu, pour le compte de l'UGC Apollo qui en était alors propriétaire, un immeuble d'habitation dont le permis de construire a été délivré en 1975. L'élément caractéristique de la façade sur rue est l'utilisation de plaques de verre sombre (« Emalit »).